# Loxandrus celeris
Loxandrus celeris är en skalbaggsart som beskrevs av Pierre François Marie Auguste Dejean. Loxandrus celeris ingår i släktet Loxandrus och familjen jordlöpare. Inga underarter finns listade i Catalogue of Life.